# Bacillus anthracis
Bacillus anthracis je grampozitivní fakultativně anaerobní bakterie tyčinkovitého tvaru z rodu Bacillus. Je známá především jako původce onemocnění anthrax, v přírodě je to však půdní bakterie, která tvoří spory. Rozměry jejích buněk jsou 1 × 3–8 µm (poměrně velké).

## Anthrax

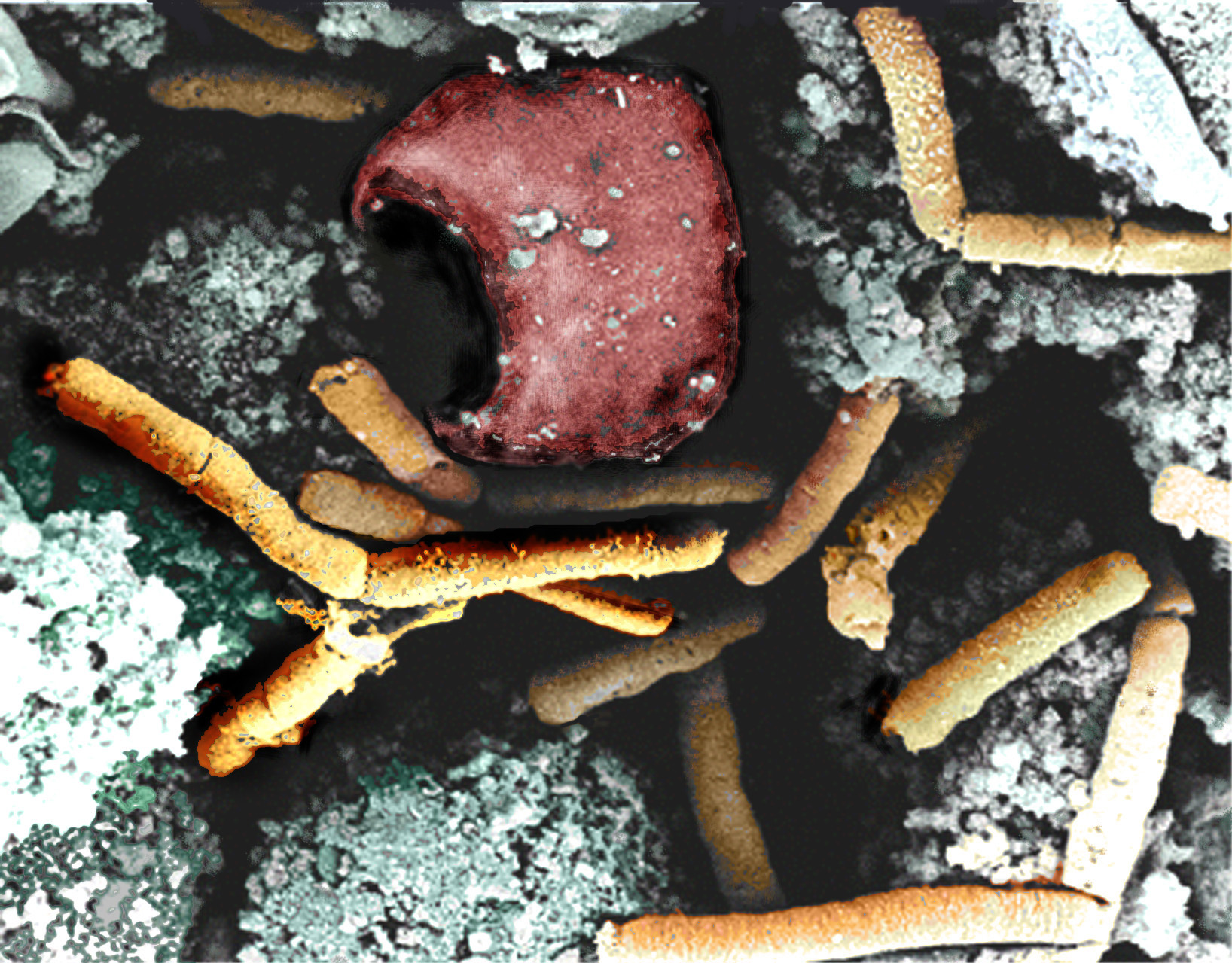
Anthrax na obarvené mikrofotografii v opičí slezinové tkáni

Bacillus anthracis byla první bakterie, která byla na základě Kochových postulátů identifikována jako patogenní, tzn. byla dána do souvislosti s konkrétním lidským onemocněním. Primárně je tato bakterie patogenem býložravých savců, nákazy u člověka jsou zaznamenávány především v rozvojových zemích, ve vyspělých zemích pak hrozí použití této bakterie v bioterorismu.